# Dora Russell
Dora Russell nacida Black (3 de abril de 1894 y 31 de mayo de 1986) fue una escritora socialista y feminista inglesa, segunda esposa del filósofo Bertrand Russell. Activa pacifista y partidaria de los métodos anticonceptivos en la lucha social por la emancipación de la mujer, en 1958 encabezó la "Caravana de Mujeres por la Paz" (1958) por toda Europa durante la Guerra Fría.

## Biografía
Dora Winifred Black fue la segunda de los cuatro hijos de Sarah Isabella Davisson y Sir Frederick Black. Tras formarse inicialmente en una escuela primaria privada, fue becada en la Escuela Secundaria de Sutton. Con 17 años, fue enviada a un internado de niñas en Alemania durante un año y obtuvo una beca en el Girton College de Cambridge, donde estudió francés y alemán. Se graduó de Cambridge en 1915 (con la distinción de "Primero de Clase"). De ese periodo se ha querido destacar su amistad con Dorothy Wrinch y la participación de ambas en la Sociedad de Herejes, cofundada por Charles Kay Ogdens en 1909, una agrupación teosófica que cuestionaba las tradiciones y el dogma religioso en general.
Tras la victoria de los bolcheviques en la Revolución de Octubre en Rusia, Russell decidió asistir al Segundo Congreso Mundial del Komintern, junto con Marjory Newbold.
Su militancia por el control de la natalidad se documenta ya a partir de 1924, cuando junto a H. G. Wells y John Maynard Keynes fundan el Grupo de Control de Nacimiento para los trabajadores, (tibiamente respaldado por el Partido Laborista que temía perder votos entre la población católica británica). Asimismo, colaboró con el Grupo Six Points, la Asociación de Mujeres Casadas, la Federación Democrática de Mujeres y otros organismos dedicados a la promoción y creación de clínicas de control de natalidad.
En 1925 publicaHypatia o Mujer y Conocimiento, en cuya introducción advertira: «Hipatia era una profesora universitaria denunciada por dignatarios de la Iglesia y despedazada por los cristianos. Tal será probablemente el destino de este libro».
Junto al que sería su esposo entre 1921-1935, el filósofo Bertrand Russell, crearon en 1927 la escuela progresista "Beacon Hill School", a la que, además de los dos hijos del matrimonio, accedieron alumnos posteriormente famosos como la actriz Claire Bloom. Escuela que Dora dirigiría ya en solitario hasta la Segunda Guerra Mundial.
Después de la guerra, fue una de las creadoras de la CND (Campaña por el Desarme Nuclear), y militando de forma muy activa junto a Bertrand Russell, J. B. Priestley, Michael Foot y el editor Víctor Gollancz, entre otros.
De entre su diversa actividad periodística puede anotarse qu trabajó para el periódico moscovita British Ally, financiado por el gobierno del Reino Unido.
Dora publicó su autobiografía, The Tamarisk Tree, en tres volúmenes (1977, 1981 y 1985). Ya jubilada, en su retiro de Cornualles, retomó las notas de La religión de la edad de la máquina, obra que se había desalentado de completar en la década de 1920, pero que fue finalmente publicada en 1983.
Murió en Porthcurno, Cornualles, el 31 de mayo de 1986, a los 92 años de edad.

## Obra
- Junto a Bertrand Russell: Las perspectivas de la civilización industrial (1923).

- Hypatia o Mujer y Conocimiento. 1925. E.P. Dutton.

- El derecho a ser feliz. 1927. Harper & Brothers.

- En defensa de los niños. 1932. Hamish Hamilton.

- Mister Wiggly Squiggly. 1972. Stockwell.

- El árbol de tamarisk (Autobiografía en tres volúmenes):  "Mi búsqueda de la libertad y el amor" (1975). "Mi escuela y los años de guerra" (198); y "El desafío de la Guerra Fría" (1985). Ed. Putnam.

- Religión de la Edad de la Máquina. 1983. Routledge & Kegan Paul.

- El lector de Dora Russell: 57 años de escritura y periodismo, 1925-1982. 1983. Pandora Press.